# Teplárna Přívoz
Teplárna Přívoz, dříve Elektrárna František, je teplárenský a elektrárenský provoz, který byl vybudován v blízkosti železnice Severní dráhy císaře Ferdinanda (SDCF) a nádraží Moravská Ostrava–Přívoz. Patřila do průmyslového komplexu dolu František a koksovny František. Byla majetkem SDCF až do roku 1945. V současné době (2012) patří jako teplárna Přívoz společnosti Veolia Energie ČR.

## Historie
V roce 1913 byla uvedena do provozu elektrická ústředna (elektrárna), která nahradila především elektrárnu koksovny František z roku 1909, a byla určená pro zásobování elektrickou energií všech závodů SDCF. 
V 50. letech 20. století byla Elektrárna František začleněna do Ostravsko–karvinských elektráren (OKE) v podřízení Ústřední správy energetiky. 
V 90. letech se mění na Teplárnu Přívoz (TPV). Od roku 1998 se stává novým majitelem společnost Dalkia. 
V roce 2013 Teplárna Přívoz zabezpečovala dodávku tepla pro 13,5 tis. domácností v Ostravě, a dále pro Koksovnu Svoboda, Městskou nemocnici Ostrava Fifejdy, Novou Karolinu a Pivovar Ostrava.

## Provozy elektrárny

### Strojovna
Strojovna s kotelnou byly postavené na půdorysu L. Obě budovy byly kryty mansardovou střechou se světlíky, v průčelí vysoká dělená okna, po stranách (obvodové zdi) rytmizovaná okna s rizality. Budovy byly postaveny z režného zdiva. Do strojovny, postavené kolmo na kotelnu, byly instalovány parní turbogenerátory. V roce 1913 tři soustrojí dodané firmou AEG-Union s výkonem 3 × 5400 HP, které poháněly generátory AEG-Union o výkonu 3 × 4 000 kW. Zvyšující se poptávka po elektřině vedla k instalování dalšího soustrojí v roce 1922 dodaného První brněnskou strojírnou o výkonu 17 200 HP a s generátorem firmy AEG-Union o výkonu 12 800 kW. V roce 1923 byla elektrárna připojena na síť Moravsko-slezských elektráren. V roce 1927 byl uveden do provozu turbogenerátor dodaný firmou Škoda, výkon parní turbíny byl 23 500 HP a generátoru 17 250 kW. V hale strojovny byl mostový jeřáb o nosnosti 40 tun.
V období po 2. světové válce byla instalována nová kondenzační parní turbína. Od roku 1967 elektrárna přechází na teplárenský provoz, zásobuje  tepelnou energií centrum Ostravy.   
V 90. letech byla provedena rekonstrukce teplárny a instalováno nové protitlaké soustrojí. Od roku 1994, nově Teplárna Přívoz, opět začala dodávat elektrickou energii do rozvodné sítě. V roce 2006 bylo ve strojovně turbosoustrojí TG 9 o výkonu 14,08 MW, tlak páry 7,85 MPa, teplotě 490 °C. V roce 2013 byla instalována malá turbína, která zabezpečuje dodávku elektrické energie pro vlastní potřebu teplárny.  

### Kotelna
Kotelna elektrárny dodávala páru pro turbosoustrojí elektrárny a pro koksovnu František, horkou vodu pro lázně (koupelny) dolu František, koksovnu František a dálkovým topením byly vytápěny provozní a obytné budovy elektrárny František, koksovny František, jámy František a jámy Hubert. V kotelně bylo 12 kotlů sdružených do třech dvojic a tyto ve dvou řadách proti sobě podél obvodních zdí. Osm kotlů Burkhadtových bylo s otopnou plochou 340 m² (z toho dva kotle pro spalování práškového uhlí) a čtyři kotle z Brněnsko-Královopolských strojíren s otopnou plochou 500 m². Všechny kotle měly navíc hořák pro spalování koksárenského plynu. Pro kotelnu byla postavena míchárna paliva s výkonem 20 t/hod. Plyn byl dodáván z plynojemu koksovny František. Pro dva kotly s práškovým topením byl dodáván odsátý uhelný prach z prádla koksovny, který putoval do dvou mlýnů s kapacitou 1500 kg/h a po usušení ke kotlům. Spalován byl proplástek, drobné uhlí, uhelný prach, uhelný mour a koksárenský plyn.  
V letech 1943 a 1948 byly zastaralé parní kotle nahrazeny čtyřmi novými vysokotlakými kotly, první byl instalován roce 1943. Staré kotle byly do roku 1955 postupně zlikvidovány. V 90. letech kotelna prošla modernizací. Byl postaven nový komín 150 m vysoký, byl instalovány elektrostatické odlučovače a kotle vybaveny nízkoemisními hořáky.  Čtyři parní kotle v roce 2006 vykazovaly jmenovitý výkon 4 × 49,7 MW tj. 4 × 67 t/hod páry o teplotě 485 °C. Palivem bylo černé uhlí (černouhelný prach a proplástek), koksárenský plyn a zemní plyn. V březnu 2011 začala Teplárna Přívoz odebírat veškerý koksárenský plyn z Koksovny Svoboda a výrazně snížila spotřebu černého uhlí.   

### Elektrická rozvodna
Elektrická rozvodna v prvním patře měla rozvodné pulty a v přízemí transformátory. Přenos elektrické energie zajišťovaly třífázové zemní kabely a venkovní nouzové spojení s dolem Ignát (BHS). Přenosná síť 3150 kV mimo vlastní spotřeby dodávala elektrickou energii Moravsko-slezským elektrárnám, jámě František, jámě Hubert, koksovně František a vodárně. Dálková přenosová síť 23 kV plnila dodávku elektrické energie pro vzdálené závody SDCF, přes průchozí kobky vedly kabely z elektrárny Karolína na důl Anselm a jedna kobka byla pro výpomoc s jámou Ignát (HBS). Do roku 1930 byla přenosová soustava vysokého napětí (vn) 15 kV, od roku 1928 byla postupně převáděna na 23 kV. Zemní kabely pro závody SDCF vedly na důl Jiří (2526 m) s odbočkou na důl Jindřich. Z Jiřské trafostanice na přepínací stanici u nádraží Frýdlandské dráhy na důl Zárubek (3808 m) odtud na důl Alexander (1720 m). Ze Zárubku na přepínací stanici Hranečník a dále na jámu Jan (3495 m) + jámu Josef a dále vedly 2 kabely na důl Michael (1718 m). Z rozvodny dolu Michal bylo napojení na 23 kV síť Moravsko-slezských elektráren.  
V  90. letech 20. století byla postavena krytá rozvodna 110 kV.

### Vodárna
Vodárna odebírala vodu z řeky Odry čerpadly o výkonu 1 × 5 m³/min., 1 × 9 m³/min., 1 × 14 m³/min. a 1 × 20 m³/min. systémem dvě čerpadla v provozu a dvě v záloze. Po chemické úpravě a mechanickém čištění byla voda dodávána koksovně František a z koksovny vedly odbočky pro chlazení kompresorů na jámu Hubert a pro elektrárnu František.
Vodárna byla po 2. světové válce součásti podniku Ostravsko-karvinské koksovny (OKK). Po roce 1990 se stala čerpací stanice součástí OKD, OKK a.s. V roce 2006 byl průměrný odběr vody 95,1 l/s (ročně 3 miliony m³), z toho pro Teplárnu Přívoz byla dodávaná v objemu 1 milionu m³.

### Chladicí věže
Chladicí věže byly dřevěné s kapacitou 2 × 2000 m³/hod. a 1 × 3300 m³/hod. TPV využívala k chlazení kompresorů, olejových chladičů turbíny, transformátoru v rozvodně a dalších zařízení. K chlazení sloužily uzavřený  a otevřený chladicí okruh.

### Telekomunikace
Telefonní spojení bylo mezi všemi pracovišti elektrárny, rozvodnami a přepínacími stanicemi přes manuální ústřednu. Od roku 1926 bylo automatické spojení mezi elektrárnou a koksovnou František, od roku 1928 na důl František a v roce 1930 byl na automatickou telefonní ústřednu napojen horní inspektorát a generální ředitelství v Ostravě.